# Chiesa dell'Assunta (Modugno)
La chiesa dell'Assunta è un luogo di culto di Modugno (BA), si trova in fondo a via Cairoli.

## Storia
Originariamente era una piccola cappella dedicata a san Sebastiano, situata al di fuori delle mura cittadine, di proprietà del Capitolo Arcivescovile di Bari. Nel 1505 venne ceduta al Capitolo di Modugno, in cambio di 50 libbre di cera lavorata da pagare annualmente in occasione della festa dell'Assunta (altre fonti datano questo passaggio al 1507, con lettera dell'arcivescovo Giovanni Giacomo Castiglione).
In questa chiesa, l'arciprete Gian Battista Stella aveva l'abitudine di incontrare gli altri sacerdoti modugnesi due volte alla settimana, il mercoledì e il sabato, per dedicarsia alle letture sacre, alla preghiera e alla discussione di casi di coscienza.
Nel 1707 grazie all'interessamento dell'arciprete Stella vennero aggiunte due cappelle dedicate a San Filippo Neri e alla Sacra Famiglia. Una pietra posta sul lato esterno della chiesa, in corrispondenza della cappella di San Filippo Neri, riporta la data 1706. La devozione per san Filippo Neri era molto sentita a Modugno e questa chiesa venne chiama col nome del santo fino al 1797, quando venne definitivamente dedicata all'Assunta ospitando l'omonima confraternita.
La Confraternita dell'Assunta venne istituita dal gestuita padre Domenico Bruno nel 1721, il quale promosse fortemente il culto mariano facendosi artefice dell'istituzione di molte confraternite e congregazioni nel Sud Italia. Le norme di questa confraternita ebbero l'approvazione regia da Ferdinando IV di Napoli, il 24 luglio 1797. La chiesa dell'Assunta aveva sempre svolto una funzione di sostegno ai poveri e agli ammalati, la confraternita ereditò questo compito. La divisa della Confraternita è costituita da camice bianco con mantella celeste bordata in oro, scarpe bianche, cintura celeste, scapolare nero con medaglione dell'Assunta.

## Descrizione

### Facciata
La facciata della chiesa risale al Seicento. Al portale rettangolare si accede tramite tre gradini, su uno dei quali si legge l'iscrizione: TEMP(ORE) E PESTIS A.D. 1535 Questa iscrizione probabilmente fa riferimento al fatto che sotto il sagrato sono state sepolte le vittime della pestilenza che ha colpito Modugno in quell'anno. La trabeazione che sormonta il portale è molto riccamente decorata con bassorilievi di pitti e conchiglie; riporta il monogramma di Maria Assunta (MA). È poi possibile leggere la scritta “Indulgenza Plenaria” con riferimento alla concessione di Papa Pio VII al cardinale prefetto della Congregazione dell'Assunta (nel 1807).
La facciata nella sua sommità è impreziosita da un campanile a vela risalente al Settecento. Questo campanile in stile Barocco spagnolo si erge su due livelli entrambi riccamente decorati: il primo presenta due fornici con ringhiera in ferro battuto; il secondo con un fornice più piccolo circondato da una balaustra. Questa struttura presenta in apice un acroterio sorretto da angeli.

### Interno
L'interno della chiesa è composto da tre navate: quella centrale corrisponde alla struttura originaria della chiesa; le due navate laterali risalgono all'ampliamento settecentesco voluto da Gian Battista Stella. La navata centrale è formata da due campate con volte a crociera; mentre le due cappelle laterali hanno volta a vela. Quattro finestre ovali illuminano la chiesa, ne sono presenti due in ogni navata laterale. Complessivamente, la chiesa misura 12,60 metri di lunghezza e 10,70 nel suo punto più largo.
Su lato dell'ingresso è presente una cantoria in legno con balaustra ed un organo del 1815.
Al di sopra dell'altare principale è presente una nicchia dal contorno dorato che custodisce una statua lignea della Madonna Assunta. Questa statua risale al 1797 e fu commissionata ad artigiani di Venezia dalla Confraternita dell'Assunta, in seguito al rincoscimento ottenuto da Ferdinando IV di Borbone. Una leggenda locale narra che la nave che trasportava la statua da Venezia, naufragò nei pressi di Molfetta in seguito ad una tempesta. La cassa che custodiva il manufatto arrivò nel tratto di costa denominato Cala di San Iacobo vicino alla Basilica della Madonna dei Martiri, che era di proprietà di Efrem Filioli.
La Madonna le sarebbe apparsa in sogno per due notti per avvisarla dell'accaduto. La signora Efrem Filioli, recandosi sulla spiaggia, trovo la cassa contenente la statua dell'Assunta galleggiare fra gli scogli. La notizia del ritrovamento viaggiò rapidamente fra i paesi vicini fino a Modugno da dove la Confraternita partì per prendere possesso dell'opera d'arte, dopo averne dimostrato la proprietà. La statua entrò a Modugno, dopo un lungo e avventuroso viaggio, il 10 agosto 1797.
Nella cappella di sinistra, in origine dedicata alla Sacra Famiglia, sono presenti una statua di San Sebastiano e un dipinto dell'Assunta. La cappella di destra conserva una statua e un quadro rappresentanti San Filippo Neri.
Alla sinistra dell'ingresso si erge un altare circondato da ringhiera in ferro, dedicato alla Madonna Addolorata. All'interno della chiesa è presente inoltre una statua rappresentante la Madonna Addolorata, testimonianza della presenza in questa chiesa del Terz'Ordine dell'Addolorata istituita nel 1888 da Fra' Pietro Maria Testa.
Nel 1851 venne istituita, all'interno della chiesa, la Via crucis. ciò è testimoniato dalla presenza di diversi quadri rappresentanti le diverse stazioni.